# Semaeopus osteria
Semaeopus osteria là một loài bướm đêm trong họ Geometridae.